# 波葉櫟
波葉櫟（學名：Quercus repandifolia）又名波緣葉櫟、仁禮櫟，为殼斗科椆屬下的一个种。